# جانغ لينبينغ
زهانغ لينبينغ (بالصينية: 张琳芃) (9 مايو 1989 الصين - ) هو لاعب كرة قدم صيني.

## وصلات خارجية
جانغ لينبينغ على موقع الاتحاد الدولي (مؤرشف)  (الإنجليزية)
- جانغ لينبينغ على موقع إي إس بي إن إف سي (الإنجليزية)
- جانغ لينبينغ على موقع قاعدة بيانات كرة القدم.إي يو (الإنجليزية)
- جانغ لينبينغ على موقع ناشيونال فوتبول تيمز (الإنجليزية)
- جانغ لينبينغ على موقع Soccerway.com (الإنجليزية)
- جانغ لينبينغ على موقع عالم كرة القدم.نت (الإنجليزية)
- جانغ لينبينغ على موقع اللجنة الأولمبية الصينية (الإنجليزية)